# Карл Томас, князь Лёвенштейн-Вертгейм-Розенберг
Карл Томас Альберт Луи Жозеф Константин, князь Лёвенштайн-Вертгейм-Розенберг (нем. Fürst Karl Thomas Albrecht Ludwig Konstantin zu Löwenstein-Wertheim-Rosenberg; 18 июля 1783, Бартенштайн — 3 ноября 1849, Гейдельберг) — немецкий аристократ и австрийский военный, глава медиатизированного княжеского дома Левенштейн-Вертгейм-Розенберг (18 апреля 1814 — 3 ноября 1849).

## Предыстория
Княжеский дом цу Лёвенштайн происходит от курфюрста Пфальца Фридриха I Победоносного (1425—1476). Его дети от морганатического брака с Кларой Тотт (ок. 1440—1520) не могли унаследовать титулы династии Виттельсбахов и создали отдельную линию. После смерти графа Людовика III Лёвенштайна (1530—1611) в 1611 году род Лёвенштейн разделился на две главные ветви, протестантскую (Лёвенштейн-Вертхайм-Вирнебург, позднее Фрейденберг) и католическую (Лёвенштейн-Вертхайм-Рошфор).

## Биография
Родился 18 июля 1783 года в Бартенштайне (ныне — Шроцберг в земле Баден-Вюртемберг). Старший сын Доминика Константина, князя Лёвенштейн-Вертхайм-Рошфора (1762—1814), от первого брака с принцессой Леопольдиной Гогенлоэ-Бартенштайн (1761—1807). Карл Томас и его младший брат Константин воспитывались при дворе в Вюрцбурге, а затем при дворе Клеменса Венцеля Саксонского, князя-курфюрста Трирского. В 1802 году принц принимал участие в дипломатической миссии дома Лёвенштейн-Вертхайм-Розенберг в Париже.
Во время Наполеоновских войн владения рода Лёвенштейн были разделены между Великим герцогством Гессен, Великим герцогством Баден, королевством Бавария и королевством Вюртемберг. Принц Карл Томас вступил в ряды австрийской армии и участвовал в нескольких сражениях наполеоновских войн. Он служил в звании майора во 2-м галицийском уланском полку имени князя Шварценберга. В 1812 и 1813 годах Лёвенштейны потеряли свои владения на левом берегу Рейна, в том числе замок Рошфор. Это привело к изменению названия семьи: дом Левенштейн-Вертхайм-Рошфор стал именоваться Лёвенштейн-Вертхайм-Розенберг.
В апреле 1814 года после смерти своего отца Карл Томас уволился из австрийской армии и вступил во владение отцовскими владениями. Как член высшей знати, князь занимал место в первой палате Великого герцогства Бадена, Королевства Баварии, Великого герцогства Гессена и Королевства Вюртемберг. Впрочем, Карл Томас мало интересовался политическими вопросами этих четырех государств. С начала 1830-х годов его сын и наследник Константин стал фактическим правителем родовых владений семьи Лёвенштейн-Вертгейм-Розенберг. На протяжении всей своей жизни князь Карл Томас был тесно связан с Австрийской империей и её правящей династией Габсбургов. Он женился на австрийской аристократке и постоянно проживал в Вене с 1840 года.

## Брак и дети
29 сентября 1799 года в Эльвангене принц Томас Карл женился на графине Софии Людовике Виндиш-Грец (20 июля 1784 — 17 июля 1848), старшей дочери графа Йозефа Николауса цу Виндиш-Грец  (1744—1802) от второго брака с герцогиней Леопольдиной д’Аренберг (1751—1812). У них было шесть детей:
- Наследный принц Константин (28 сентября 1802 — 27 декабря 1838), женат с 1828 года на принцессе Агнессе Гогенлоэ-Лангенбург (1804—1835), 2 детей
- Принцесса Мария Леопольдина (29 декабря 1804 — 6 августа 1869), замужем с 1821 года за своим дядей, принцем Константином Левенштайн-Вертхайм-Розенберг (1786—1844), брак бездетный
- Принцесса Мария Луиза Аделаида Эулалия (19 декабря 1806 — 16 ноября 1884), муж с 1826 года Камилл, принц Роган-Рошфор (1800—1892),
- Принцесса София Мария Терезия (18 сентября 1809 — 21 июля 1838), замужем с 1834 года за принцем Генрихом ХХ Рейсс-Грейц (1794—1859), 5 детей
- Принцесса Мария Октавия Кресценция (3 августа 1813 — 18 марта 1878), муж с 1836 года принц Виктор Александр Изенбург-Бюдингенский (1802—1843), 3 детей
- Принцесса Аэгидия Эулалия (31 августа 1820 — 18 февраля 1895), замужем не была.